# 比景縣
比景縣，西汉时设置的县，在今越南境内，取「日中於頭上，景在己下」名之。
- 漢滅南越國（前111年），將原來的南越國屬地設置了南海、蒼梧、郁林、合浦、交趾、九真、日南、珠崖、儋耳共九個郡，比景縣屬於漢朝最南方的日南郡下轄的一個縣[2][3]，北鄰九真郡，南方為朱吾縣。[4]

- 漢屬交州日南郡，武帝元鼎六年開，統縣五：象林縣、盧容縣、朱吾縣、西卷縣、比景縣。[5]
- 晉屬交州日南郡，統縣五：象林縣、盧容縣、朱吾縣、西卷縣、比景縣。
- 劉宋北景縣[6][7]
- 南齊屬交州日南郡，領縣七：西捲縣、象林縣、壽泠縣、朱吾縣、比景縣、盧容縣、無勞縣[8]。
- 隋大業元年平林邑，置蕩州，尋改為比景郡。統縣四，比景縣、朱吾縣、壽泠縣、西捲縣[9]。
- 唐初以隋比景郡置匕州。又更名匕州曰南景州，寄治驩州南界。八年，改為景州。後亦廢。領縣三：北景縣、由文縣、朱吾縣。北景縣在安南府南三千里。北景在南。晉將灌邃攻林邑王范佛， 破其國，遂於其國五月五日立表，北景在表南，九寸一分，故自北景已南，皆北戶以向日也。 「北」字或單為「匕」[10][11]。